# Маккензи, Дональд
Дональд Маккензи (англ. Donald MacKenzie; 30 декабря 1874, Торонто — 12 ноября 1925, Торонто) — канадский гребец, серебряный призёр летних Олимпийских игр 1904, проходивших в американском Сент-Луисе.
На Играх 1904 года Маккензи участвовал только в соревнованиях восьмёрок. Его команда заняла второе место и выиграла серебряные медали.